# Bertrand Chamayou
Bertrand Chamayou (* 23. března 1981, Toulouse, Francie) je francouzský klavírní virtuóz.
Na klavír hraje od svých 8 let, nejprve studoval na konzervatoři v Toulouse, od 15 let pak studoval u Jeana-Françoise Heissera na pařížské konzervatoři, později studoval u Maria Curcia v Londýně.
Po výrazných úspěších na několika klavírních soutěžích začal pravidelně koncertovat v roce 2001, od té doby koncertoval po celém světě (Německo, Belgie, Maďarsko, Rusko, Španělsko, Portugalsko, Japonsko, Kanada, Hongkong a další).
Vystupuje s předními francouzskými orchestry, věnuje se i komorní hudbě, kde vystupuje, mimo jiné, také s Augustinem Dumayem, Renaudem Capuçonem a Gautierem Capuçonem.

## Ocenění
- 2006 Victoires de la musique classique – objev roku, instrumentální sólista v oblasti klasické hudby
- 2011 Victoires de la musique classique – sólista roku v oblasti klasické hudby

## Diskografie
- 2006 Transcendentální etudy Ference Liszta (firma Sony)
- 2007 Klavírní koncert č. 2, Camille Saint-Saëns
- 2008 Písně beze slov, Felix Mendelssohn Bartholdy